# Rafael de Nogales Méndez
Rafael Inchauspe Méndez, conhecido como Rafael de Nogales Méndez (San Cristóbal, 14 de outubro de 1879 – Cidade do Panamá, 10 de julho de 1936) foi um escritor e militar venezuelano.
Quando jovem, seu pai o enviou para estudar na Europa, frequentou universidades na Alemanha, Bélgica e Espanha, lugares onde aprendeu várias línguas fluentemente. Apesar dessa educação, Nogales sentiu-se atraído pela profissão militar e começou a viajar para onde havia notícia de guerras. Participou de vários conflitos na última parte do século XIX e início do XX: lutou pela Espanha contra os americanos na Guerra Hispano-Americana; em 1902 na Revolução Libertadora da Venezuela; em 1904 na Guerra Russo-Japonesa. Voltou para a Venezuela em 1908, após o golpe militar de Juan Vicente Gómez, que derrubou seu inimigo Cipriano Castro. Mesmo assim, voltou para o exílio depois de fazer-se inimigo do novo presidente.

## Primeira Guerra Mundial
Quando a Primeira Guerra Mundial começou, depois de tentar sem êxito alistar-se em diversos  exércitos europeus, Nogales se alistou no exército Otomano e foi designado para a Frente do Cáucaso, onde alcançou o posto de Bey. Liderou parte das tropas durante o cerco de Van, mas pediu para ser removido, por compaixão com os insurgentes.
Mais tarde, ele escreveu um livro descrevendo suas experiências com o exército Otomano na Primeira Guerra Mundial.
Depois de ser transferido do Cáucaso, participou de combates na frente do Sinai e na Palestina. Lutou no exército Otomano durante toda a guerra e foi premiado com a Cruz de Ferro pelo rei Guilherme II da Alemanha.

## Pós-guerra
Após o fim da guerra, ele trabalhou com o revolucionário nicaraguense Augusto César Sandino. Posteriormente, residiu no Alasca durante a época da corrida do ouro e também trabalhou como vaqueiro no Arizona.
Escreveu vários livros sobre suas experiências: Memorias del general Rafael de Nogales Méndez, Cuatro años bajo la Media Luna, sobre suas experiências como um oficial do Império Otomano, e El saqueo de Nicarágua. Seus comentários sobre as atrocidades cometidas contra o povo armênio por parte das autoridades turcas estão no livro Cuatro años bajo la Media Luna.